# كونور جيل
كونور جيل (بالإنجليزية: Conor Gill)‏ هو لاعب اللاكروس أمريكي، ولد في 6 فبراير 1980 في لوثرفيل ‏ في الولايات المتحدة.